# Mandragora autumnalis

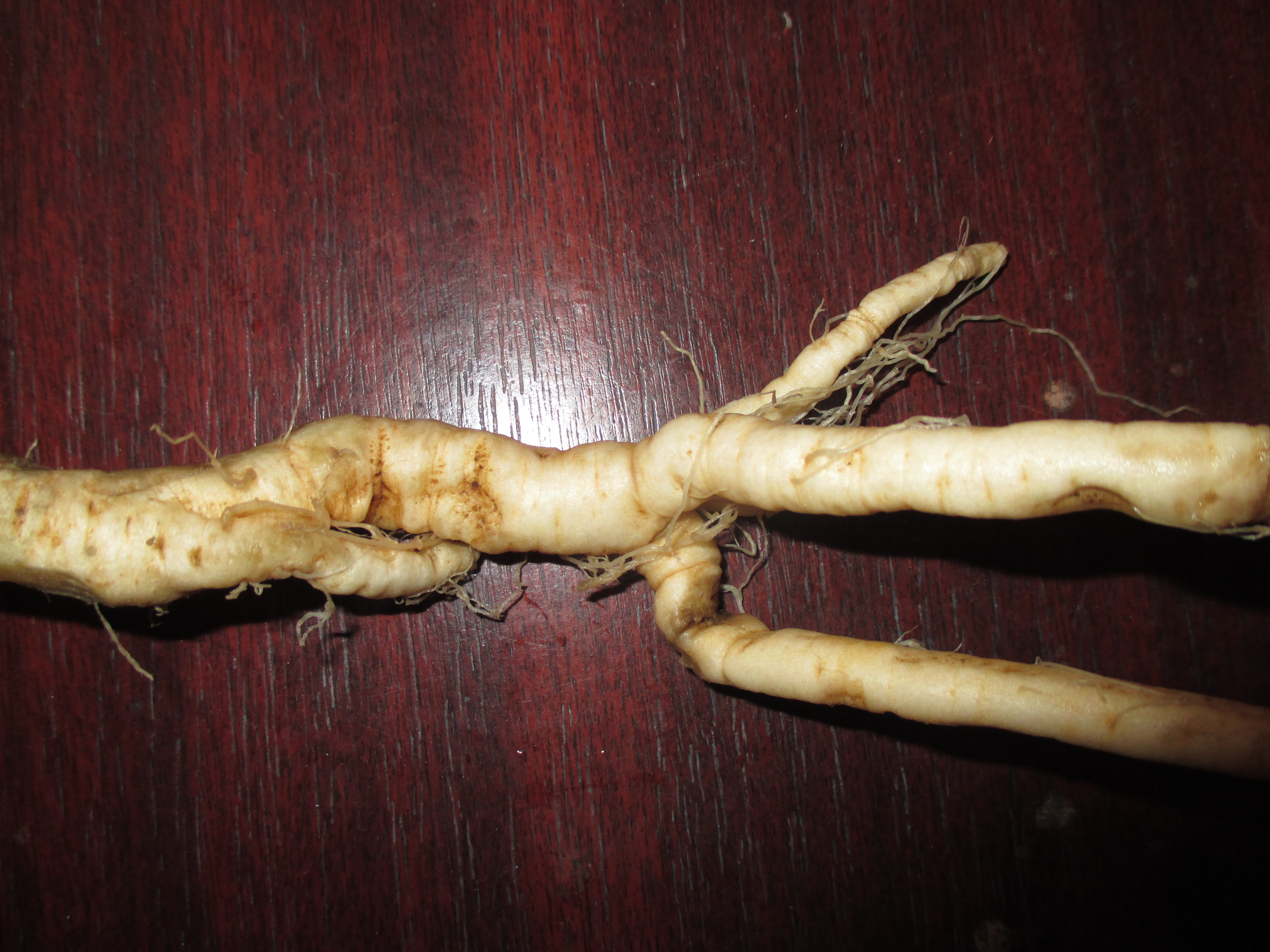
Raíz de Mandragora.

La mandrágora de otoño (Mandragora autumnalis) es una especie de fanerógama perteneciente a la familia de las Solanáceas, que fue usada extensamente en Europa medicinalmente. Sus raíces han sido usadas durante la historia en rituales mágicos, ya que sus bifurcaciones tienen cierto parecido a una figura humana; incluso hoy en día se usa en religiones neopaganas, como la Wicca.

## Descripción

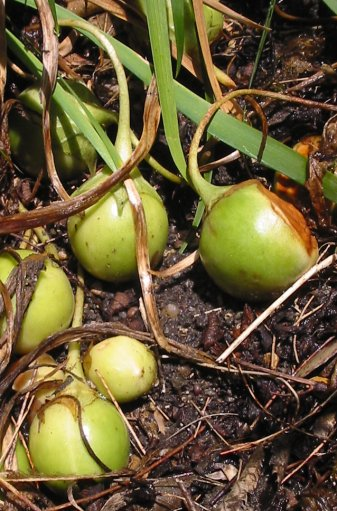
Frutos de la Mandragora officinale.

Las raíces son gruesas y habitualmente se ofuscan.  El tallo es de color verde oscuro;  hojas anchas y con una superficie rugosa, y tienen el mismo color del tallo. Las flores salen del centro, y son de color blanco violáceo. La planta alcanza una altura de unos 30 cm, y suele encontrarse en zonas sombrías y húmedas, donde no da mucho el sol. El fruto sale en otoño, tiene color amarillo o naranja, y aspecto similar a una manzana. Su ingesta puede producir alucinaciones.
Esta planta crece en bosques sombríos, a la vereda de ríos y arroyos donde la luz del sol no penetra. Su raíz es gruesa, larga, generalmente dividida en dos o tres ramificaciones de color blancuzco que se extienden por el suelo; sus hojas son de un tono verde oscuro; sus flores son blancas, ligeramente teñidas de púrpura; el fruto es parecido a una manzana pequeña y exhala un olor fétido.

## Advertencia

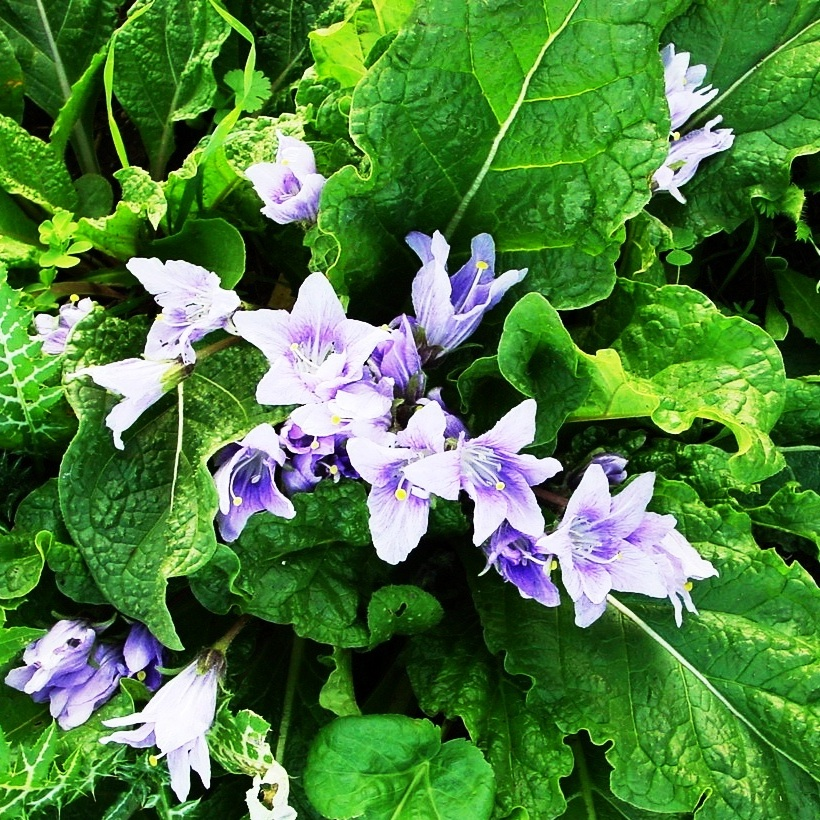
Reserva Zingaro, Sicilia Mandragora fallalis Bertol.

La mandrágora es una planta altamente tóxica que puede provocar la muerte de aquel que la ingiera.
Como su pariente, la Mandragora officinarum, tiene actividad a través de la piel, por lo que es poco prudente manipular las hojas, frutos y sobre todo las raíces. Puede provocar mareos, dificultad para respirar y bradicardia, simplemente al manejarla.
Como planta ornamental es de un aspecto muy bello, pero hay que tener en cuenta que si se tienen mascotas o niños que puedan llevársela a la boca, puede ser peligrosa. Debido a su peligrosidad, se recomienda no cultivarla.

## Leyendas

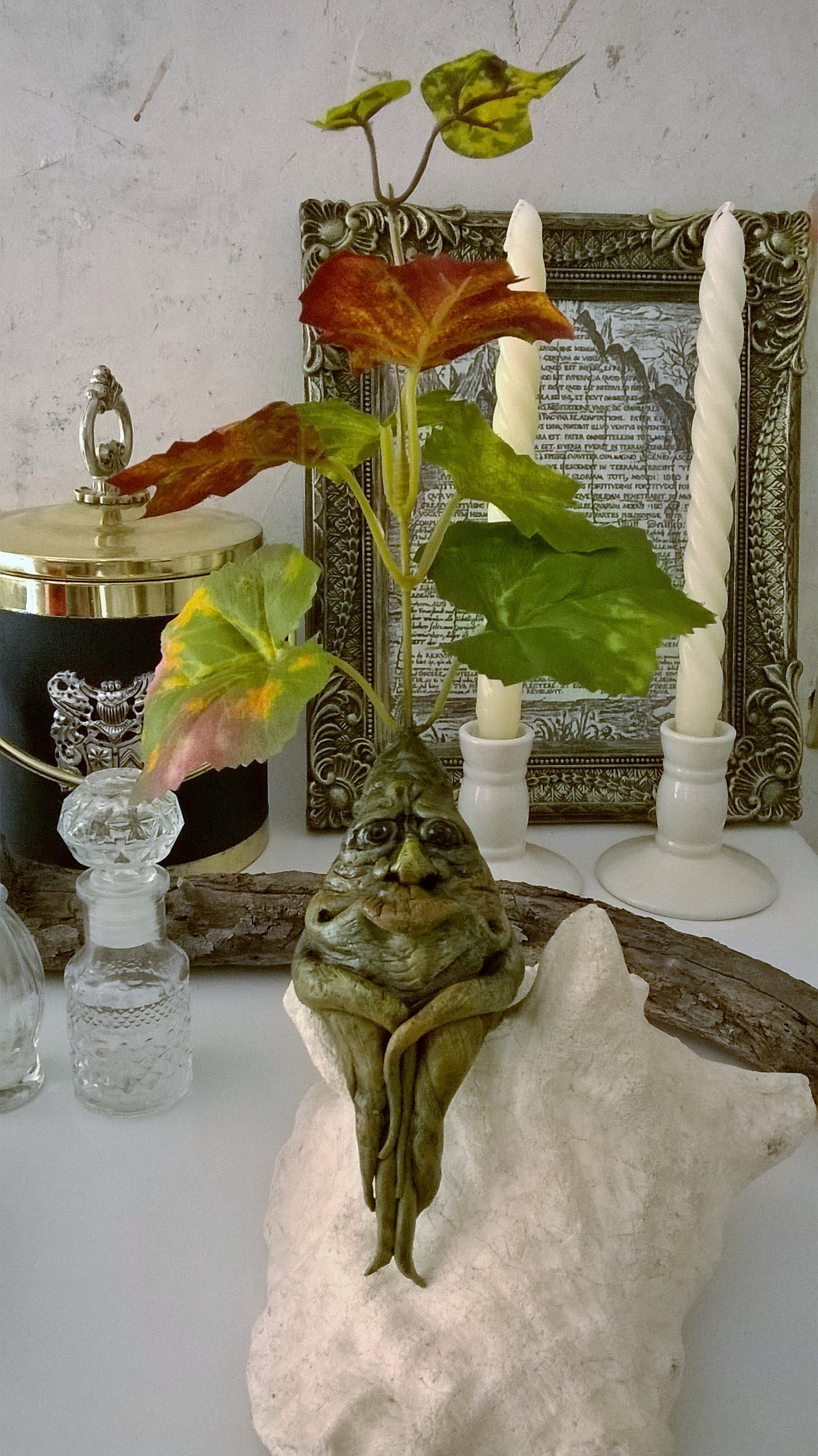
Representación plástica de una Mandrágora por el artista mexicano Wilfrido Montero

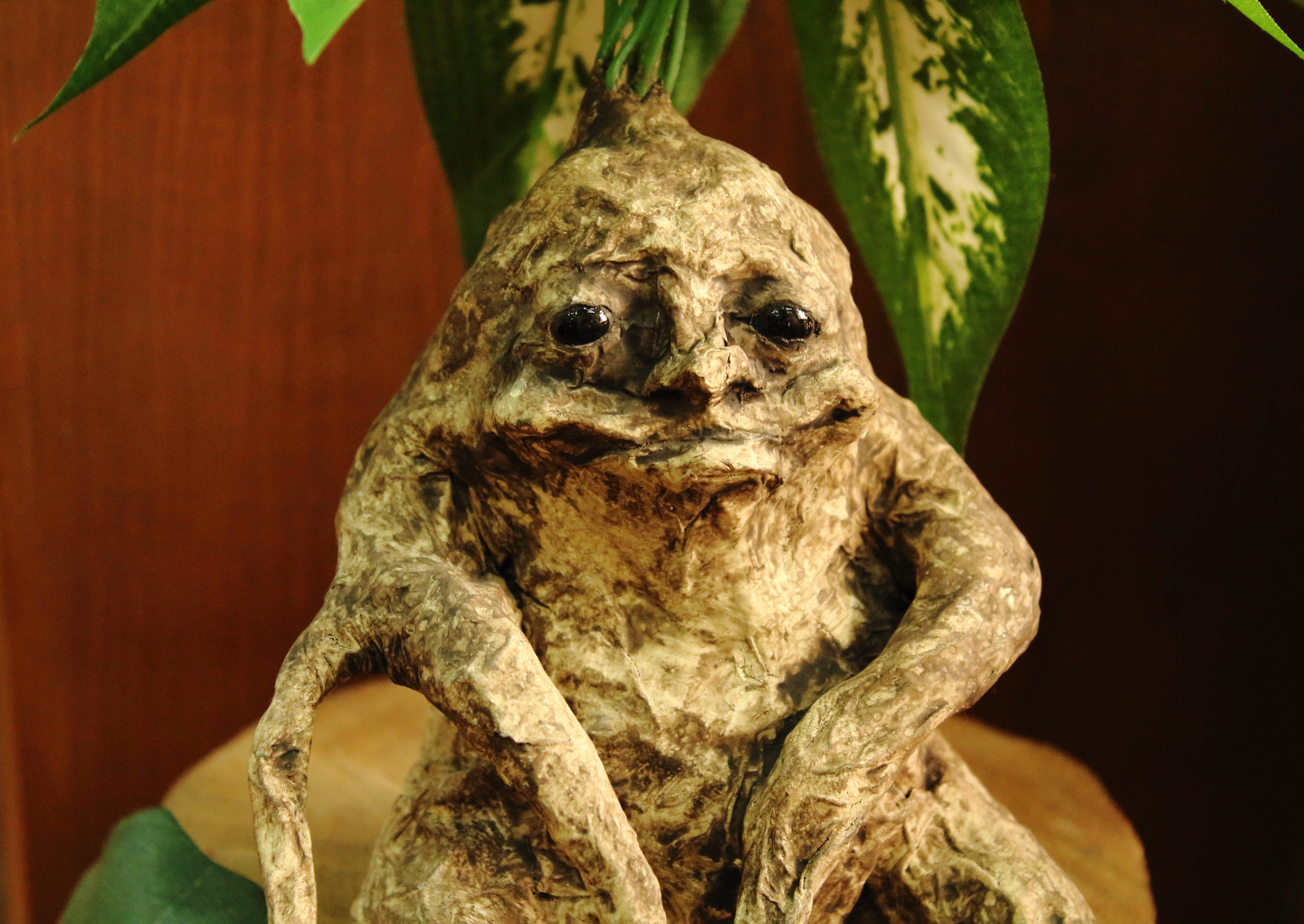
Mandragora hecha de papel por artesanos de Puebla, México.

Ha sido protagonista de muchas leyendas y rituales. Los magos hacían con ella algo similar a una figura humana, tallaban una figura en sus raíces presionando la raíz a cierta altura para formar un supuesto cuello, y cortando todas las bifurcaciones excepto cuatro, que serían las extremidades, y las adoraban como a dioses. Durante la Edad Media era utilizada por las brujas para sus diferentes rituales y ungüentos. 

Se creía que la planta tenía características humanas porque sus raíces parecían dos piernas. Hay historias que cuentan que esta gritaba lamentándose cuando la arrancaban de la tierra, pudiendo enloquecer a las personas; y por eso amarraban a un perro a la planta para arrancarla. Era usada tanto en magia negra como en magia blanca, ya que es venenosa y curativa al mismo tiempo, según el uso; y cuando juzgaron a Juana de Arco la acusaron de usar la planta porque pensaban que ese era el pecado de que oyera voces. Se dice que favorece la libido. Los antiguos alemanes la llamaban Alraune.

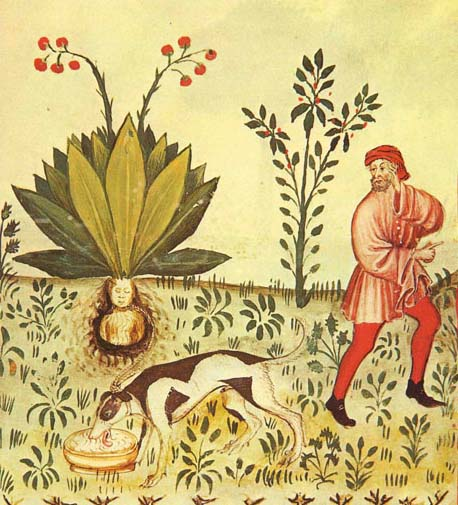
Animismo en la Mandragora, Tacuinum Sanitatis, 1474.

La leyenda asegura que todas las raíces de mandrágora se transforman en hombrecitos de verdad, como pequeños duendes, y que se dedican a favorecer al dueño de la planta. No asegura la leyenda que todas las raíces de mandrágora tengan forma humana. Que la tienen algunas, sí. Y que éstas son las verdaderas plantas hechiceras. El afortunado poseedor de una raíz de mandrágora en forma de hombrecito sostiene que esta planta, en el momento de arrancarla grita. Y que el grito mata a quien intenta arrancarla. Y que el procedimiento para arrancarla y salvar la vida es el siguiente. Se cava hondo alrededor de la raíz hasta ponerla al descubierto. Mientras no se intente arrancarla no hay peligro. Se ata una cuerda a la raíz y el otro extremo se ata al cuello de un perro. Se llama al perro desde cierta distancia. El perro quiere acudir, tira de la planta y la arranca, grita, y el perro muere.

### Cultura

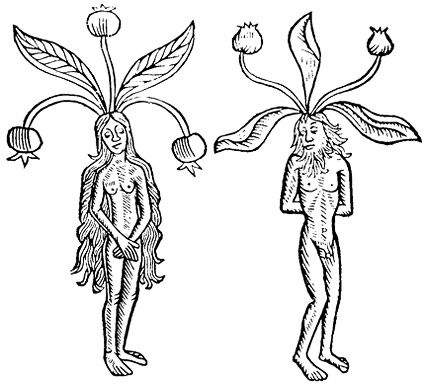
Mandrágoras.

Nicolás Maquiavelo, autor de "El Príncipe", escribió una comedia titulada "La mandrágora" en la que un ungüento sacado de la raíz podía sanar la esterilidad. También es citada en las novelas de J. K. Rowling de Harry Potter al enseñarse el cultivo y las precauciones que se deben tener con esta planta en clase de Herbología, en la Escuela de Magia y Hechicería de Hogwarts, y después es utilizada para preparar una poción capaz de curar a las personas que han sido petrificadas por hechizos mágicos. Y en la película de Guillermo del Toro titulada El Laberinto del Fauno. También se habla de ella en la serie de fantasía de televisión británica Merlin cuando la bruja Morgause, hermanastra de Morgana, prepara una poción con esta planta, mientras le habla a Morgana sobre las características de la misma. 
Fue el nombre que adoptó el movimiento surrealista que formara el poeta Braulio Arenas.
En la Biblia, Raquel la mujer de Jacob, pidió a Lea, la otra esposa de éste, las Mandrágoras que el hijo de ésta recogió en el campo. A cambio de ellas cedió a Lea el derecho a pasar la noche con su esposo Jacob.
Puesto que la Biblia dice que Raquel era estéril quizás pensase que esta planta la ayudaría a concebir.
En la serie de anime Saint Seiya, durante la Saga de Hades, uno de los espectros era un caballero de Mandrágora.
En la historieta de Peyo, (El ladrón de pitufos), las raíces de mandrágora son uno de los ingredientes utilizados por el brujo Gargamel para tratar de obtener la Piedra Filosofal.
Se ha empleado en liturgias muy distintas, siendo en la actualidad mantenida por los seguidores de la Wicca como potenciadora de sus visiones en rituales de invocación y adivinación.
En la canción Moonchild de la banda de heavy metal Iron Maiden se hace alusión al grito de la planta.
La banda de dark pagan folk Trobar de Morte le dedicó la canción Mandragora Autumnalis en su octavo álbum The Book of Shadows en 2020.
En el videojuego Bayonetta 2, hay una villana con el nombre de Alraune (mandrágora en alemán).
En el videojuego Castlevania: Aria of Sorrow, el protagonista Soma Cruz puede adquirir el alma de una mandrágora y usar su habilidad de gritar para destruir a sus enemigos.
En el juego de Rol Lutaria Legends Mandy Mandragora es un personaje poderoso que los protagonistas pueden encontrar explorando el Desierto de la Luz durante 20 horas. Y otorga poderes mágicos.
En el video del tema 3WW de la Banda alt-J, aparece una supuesta mandrágora, en cuyo ritual de extracción, la muchacha fallece mientras dice la palabra "sufrimos". Hace referencia a un aparente suicidio ritual.
En él videojuego para PlayStation 2 HauntingGround￼￼ al llegar a la mansión, entras en un invernadero, donde cultivan mandrágoras para su uso en la alquimia.
En el videojuego The Witcher 3 de la nueva generación de consolas, se le atribuye un poder misterioso al ser ocupado por un vidente para poder ver parte del futuro del protagonista.
En el juego móvil Monster Super League existe un astromon llamado "mandrágora" con la apariencia de dicha planta y cuya habilidad activa consiste en lanzar un fuerte grito a todos los oponentes. Curiosamente en su evolución final llega a adopotar una forma humana completa (femenina).
En la serie de televisión Chilling Adventures of Sabrina se usa esta planta en el capítulo 8 de la segunda parte, episodio llamado "Capitulo diecinueve: La mandrágora", dónde la protagonista de esta historia, Sabrina Spellman, es clonada usando una mandràgora y un hechizo, al igual la cultura de las brujas, dónde esta planta se ha usado en todo tipo de rituales, incluso en este tipo.

## Composición química
Contiene alcaloides, tales como atropina y escopolamina. Se usaba como anestésico, ya que estas sustancias merman los impulsos nerviosos. En grandes dosis se entraría en coma.

## Farmacología

### Mecanismo de acción y formas de empleo
Se sabe que la mandrágora se administra en forma oral. Como contiene principalmente atropina, se comporta de manera similar a la belladona: en dosis bajas bloquea los receptores de la acetilcolina deprimiendo los impulsos de las terminales nerviosas; mientras que en dosis elevadas, provoca una estimulación antes de la depresión.

### Usos terapéuticos
En la medicina antigua las hojas de mandrágora hervidas en leche se aplicaban a las úlceras; la raíz fresca se usaba como purgante; y macerada y mezclada con alcohol se administraba oralmente para producir sueño o analgesia en dolores reumáticos, ataques convulsivos e incluso de melancolía. En tiempos de Plinio se empleaba como anestésico dándole al paciente un pedazo de raíz para que la comiera antes de realizar una operación.

### Dosificación
No existen registros de dosificaciones exactas. Únicamente hay menciones en el sentido de que su uso en pequeñas cantidades era seguro, mientras que en dosis mayores provocaba delirios y locura o muerte por intoxicación.

### Cultivo
El cultivo de la mandrágora de otoño no es complicado en climas mediterráneos, donde se puede mantener al aire libre. Las semillas recolectadas en invierno o primavera germinan en un porcentaje bastante elevado al otoño siguiente, tras las primeras lluvias. Las plantas recién nacidas son sorprendentemente parecidas a las de tomate, pimiento u otras solanáceas. La planta parece adaptarse a cierta variedad de sustratos, aunque lo mejor son suelos arenosos que drenen bien, y con pH ácido o neutro. El crecimiento de las raíces es bastante rápido, y a los seis-ocho meses la raíz tiene ya el famoso aspecto antropomorfo y llega a los tres cm de ancho por seis o siete de largo. Por eso, si las semillas se germinan en semilleros o alvéolos poco profundos, es importante repicar las plántulas cuando tienen tres o cuatro hojas a macetas de al menos 20 cm de profundidad, con un buen drenaje al fondo (piedras, arena o grava). Si se pasan a macetas menos profundas, es muy probable que las plantas se vayan literalmente al fondo y acaben intentando sacar las raíces por los agujeros de drenaje, lo que después complica el trasplante y aumenta el riesgo de rotura de las raíces. El repicado o trasplante puede hacerse en cualquier momento del ciclo vegetativo, pero lo mejor es hacerlo cuando las plantas pierden las hojas a principio de verano y entran en reposo hasta septiembre u octubre. Durante este reposo estival no es necesario regar las plantas, pero durante la época de crecimiento son relativamente sensibles a la falta de agua, y el sustrato no debe secarse completamente. La primera floración puede tener lugar al año (otoño-invierno siguiente al de la germinación).

### Plagas y enfermedades
La principal plaga son los caracoles, que parecen inmunes a los alcaloides de las hojas y pueden defoliar las plantas casi completamente. La mosca blanca puede producir ataques no muy intensos, aunque es posible que pueda transmitir virus que afecten negativamente al desarrollo de las plantas, como el del mosaico del tabaco y otros propios de solanáceas. 
En semillero es conveniente usar algún fungicida para hongos de semillero, como el propamocarb, benomilo, tiram, etc. y tener cuidado con el exceso de humedad.

## Taxonomía
Mandragora autumnalis fue descrita por Antonio Bertoloni y publicado en Elench. Pl. Hort. Bot. Bon. 6, en el año 1820.
Citología
Número de cromosomas de Mandragora autumnalis (Fam. Solanaceae) y táxones infraespecíficos: 
2n=84. 2n=96.
Nombre común
- Castellano: acelgón, berengenilla, berenjena mora, berenjenilla, cerezas de sapo, lechuguilla, lechuguillas, mandracola, mandrácola, mandragora, mandrágora, mandrágora de flor azulada, mandrágora de otoño, mandrágora femenina, mandragora hembra, mandrágora hembra, mandragula, mandrágula, meá de perro, tomatico, uva de moro, uvas de moro, vilanera, vinagrera, vinanera.[9]

Sinonimia
- Mandragora officinaum L.  1753
- Mandragora turcomanica Mizg. 1955
- Mandragora caulescens C.B.Clarke
- Mandragora vernalis Bertol. 1824
- Mandragora foemina Thell.
- Mandragora haussknechtii Heldr.
- Mandragora microcarpa Bertol.
- Atropa mandragora Sm.[10]